# André Roosevelt
Cornelius Louis André (André) Roosevelt (Parijs, 24 april 1879 - Port-au-Prince, 21 juli 1962) was een Frans rugbyspeler. Roosevelt was een neef van de Amerikaanse president Theodore Roosevelt.

## Carrière
Roosevelt speelde rugby en werd tweemaal landskampioen van Frankrijk. Tijdens de Olympische Zomerspelen 1900 werd hij met zijn ploeggenoten kampioen. 

## Erelijst

### Met Frankrijk
- Olympische Zomerspelen:  1900